# CsLEOS
CsLEOS는 BAE 시스템(BAE Systems)에서 만든 항공기 및 안전성이 크게 요구되는 시스템을 위한 상업용 실시간 운영체제로서 BAE 시스템이 수십 년간 항공기 비행 제어기 설계 경험을 토대로 가장 신뢰성 있는 규격을 만족하는 임베디드 시스템이다.